# Athletics World Cup
Der Athletics World Cup wurde erstmals am 14. und 15. Juli 2018 in London ausgetragen. Teilnehmende Athleten wurden aus acht Nationen (China, Deutschland, Frankreich, Großbritannien, Jamaika, Polen, Südafrika und den USA) erwartet, die in sämtlichen Disziplinen der Leichtathletik um insgesamt zwei Millionen US-Dollar Preisgeld kämpften. Bei den Frauen, wie bei den Männern, traten jeweils ein Athlet in direkten Finalkämpfen an zwei Abendveranstaltungen im Londoner Olympiastadion von 2012 gegeneinander an.